# 山本善政
山本 善政（やまもと よしまさ、1948年4月1日 - ）は、日本の実業家。株式会社ハードオフコーポレーション創業者で、同社代表取締役会長。日本フランチャイズチェーン協会会長や、日本リユース業協会会長、新潟経済同友会代表幹事等も歴任した。

## 人物・経歴
新潟県中条町（現・ 胎内市）生まれ。1966年新潟県立中条高等学校卒業。1970年拓殖大学商学部卒業。1972年新潟県新発田市でサウンド北越（のちのハードオフコーポレーション）を設立。1993年に古物商に業態変更し、1995年にはハードオフコーポレーションに商号変更を行った。2005年に東京証券取引所市場第一部に上場とした。2007年まで代表取締役社長を務めたのち、代表取締役会長に就任。2008年代表取締役会長兼社長。2013年日本フランチャイズチェーン協会会長。2016年藍綬褒章受章。日本リユース業協会会長、新潟経済同友会筆頭代表幹事、事業創造大学院大学客員教授、敬和学園大学アーチェリー部名誉監督等も歴任した。